# Будяк відцвілий
Будяк відцвілий (Carduus defloratus) — вид рослин із родини айстрових (Asteraceae).

## Етимологія
Хоча видовий епітет можна перекласти як засохлий, відцвілий, тут, ймовірно, йдеться про квіткову голову характерний нахил униз квіткових голів під час цвітіння.

## Біоморфологічна характеристика

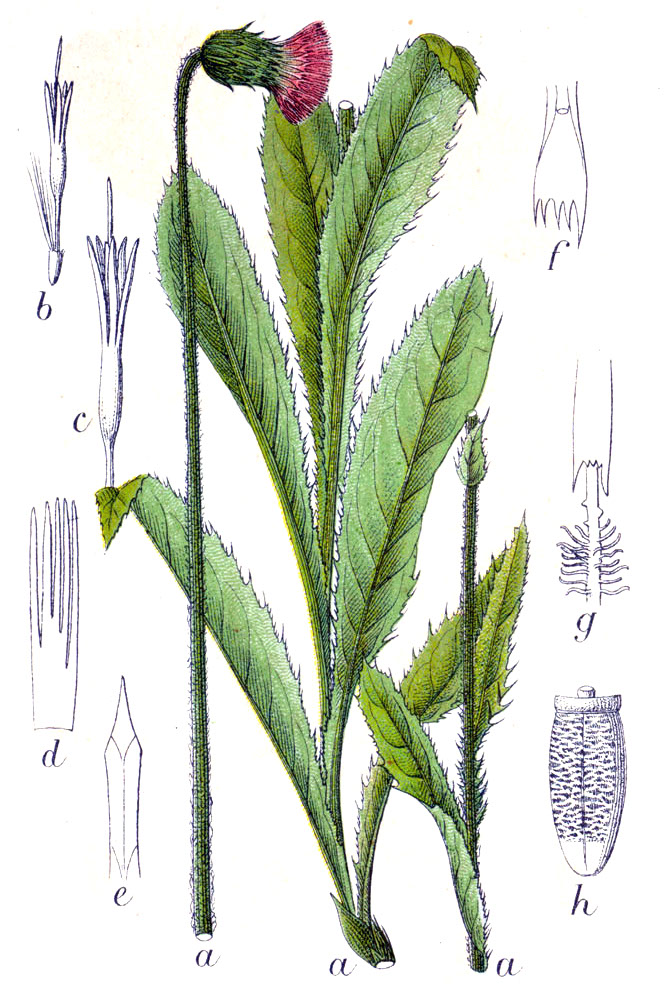

Багаторічна рослина 10–50(90) см заввишки. Стебло прямовисне чи висхідне, знизу густо облистнене і колюче крилате, зверху безлисте і безкриле. Листки жорсткі, неподільні чи перисті, з колючими зубцями, переважно голі, сидячі зі злегка звуженою основою. Квітки пурпурові. Квіткові голови поодинокі, 1.5–3 см в поперечнику. Плоди 3–4.5 × 1.5–1.8 мм, зворотно-конічні, поверхня поздовжньо жолобчаста, злегка блискуча, сірувато-коричнева. 2n=22.

## Середовище проживання
Зростає у Європі (пн. Іспанія, Андорра, Франція, Швейцарія, Німеччина, Австрія, Ліхтенштейн, Італія, Словенія, Хорватія, Боснія та Герцеговина, Польща, Словаччина, Угорщина, Румунія, Україна).
В Україні вид росте на кам'янистих схилах — в Карпатах і зх. Поділлі (Івано-Франківська обл.).